# Würm

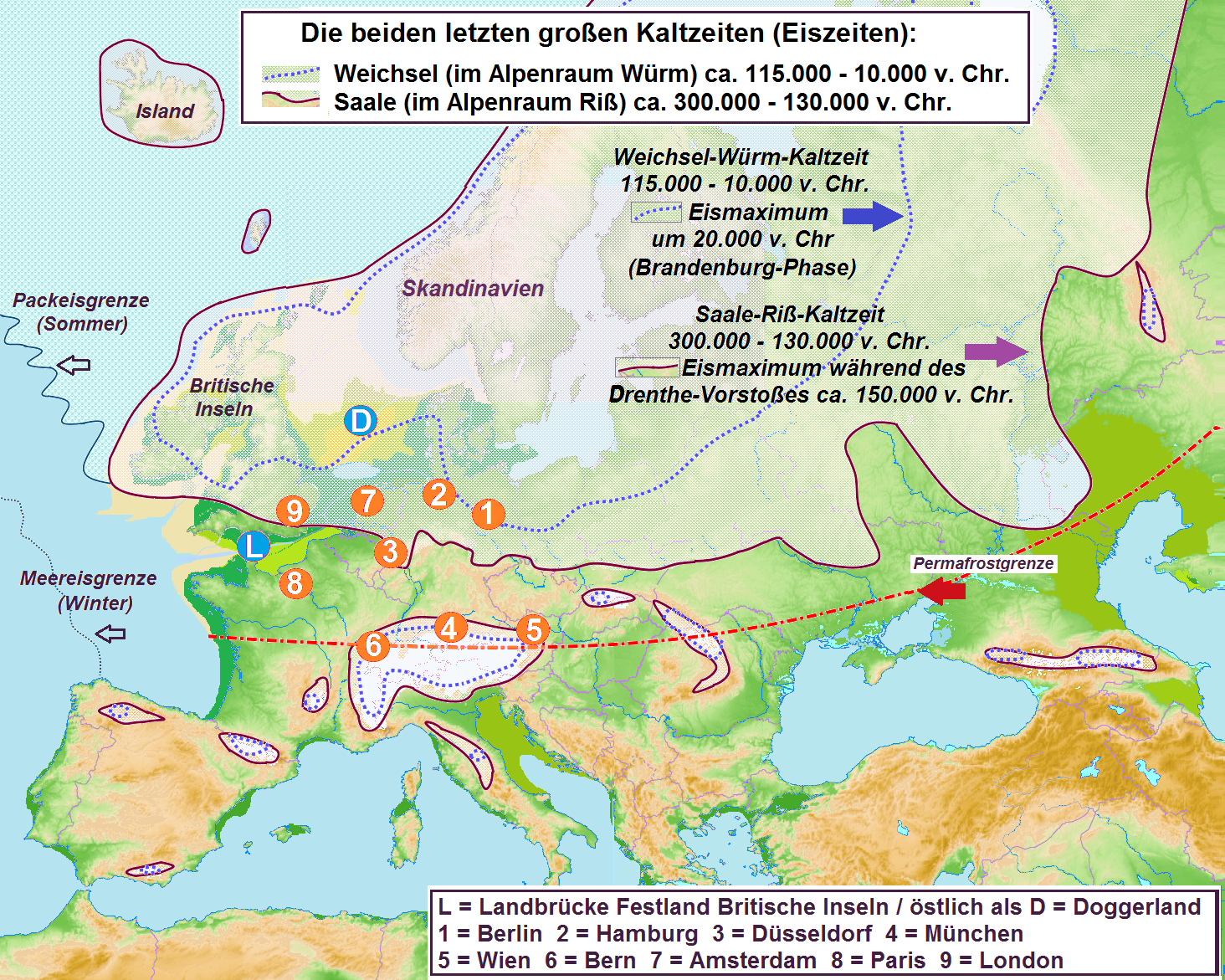
Maximální zalednění: Saale-Riss (silnější čarou, 300–130 tisíc př. n. l.) a Weichsel-Würm (slabší čára, 115–10 tisíc př. n. l.), hranice permafrostu (přerušovaná čára)

Oblasti zalednění a vegetace na Zemi během posledního maxima doby ledové.

Würm je poslední, nejmladší pleistocenní glaciál v alpském dělení zalednění. Roku 1882 jej definoval Albrecht Penck a pojmenoval podle bavorské řeky. Odpovídající období ve střední a severní Evropě se nazývá viselské (Weichsel). Würm začal asi před 110 tisíci roky a skončil asi 10 tisíc let před naším letopočtem. Würmské podnebí bylo velmi studené, průměrná roční teplota v alpském předhůří byla asi −3 °C (dnes +7 °C) a kontinentální ledovec zasahoval v Evropě do severního Německa a Polska.

## Dělení
Od nejnovějšího po nejstarší; názvy jsou podle nalezišť, často se v každé zemi používají jiné alternativy:
- Mladý würm (mladší viselské období):
  - dryas 3 10.730–9.700 ± 99
  - alleröd 11.400–10.730
  - dryas 2 11.590–11.400
  - bölling 11.720–11.590
  - dryas 1 11.850–11.720
  - meiendorf 12.500–11.850

- Střední würm (střední viselské období):
  - mecklenburg 	15.000–13.000
  - pommern 	18.200–15.000
  - lascaux 	19.000–18.200
  - laugerie 	21.500–20.000
  - frankfurt 	22.000–20.000
  - brandenburg 	24.000–22.000
  - tursac 	27.000–25.500
  - maisières 	30.500–29.500
  - denekamp 	34.000–30.500
  - huneborg 	39.400–34.000
  - hengelo 	41.300–39.400
  - moershoofd 	48.700
  - ginde 	51.500
  - ebersdorf 	53.500
  - oerel 	57.700

- Starý würm (rané viselské období):
  - schalkholz 	60.000
  - odderade 	74.000
  - rederstall 	?
  - brörup 	?
  - amersfoort 	?
  - herning 	115.000

Během glaciálu würm docházelo k dalším výkyvům, kdy bylo klima studenější (stadiál) a kdy naopak teplejší (interstadiál). Würmské stadiály označujeme jako würm 1, würm 2 a würm 3, interstadiály jako würm 1-2 a würm 2-3.